# Rock progresywny

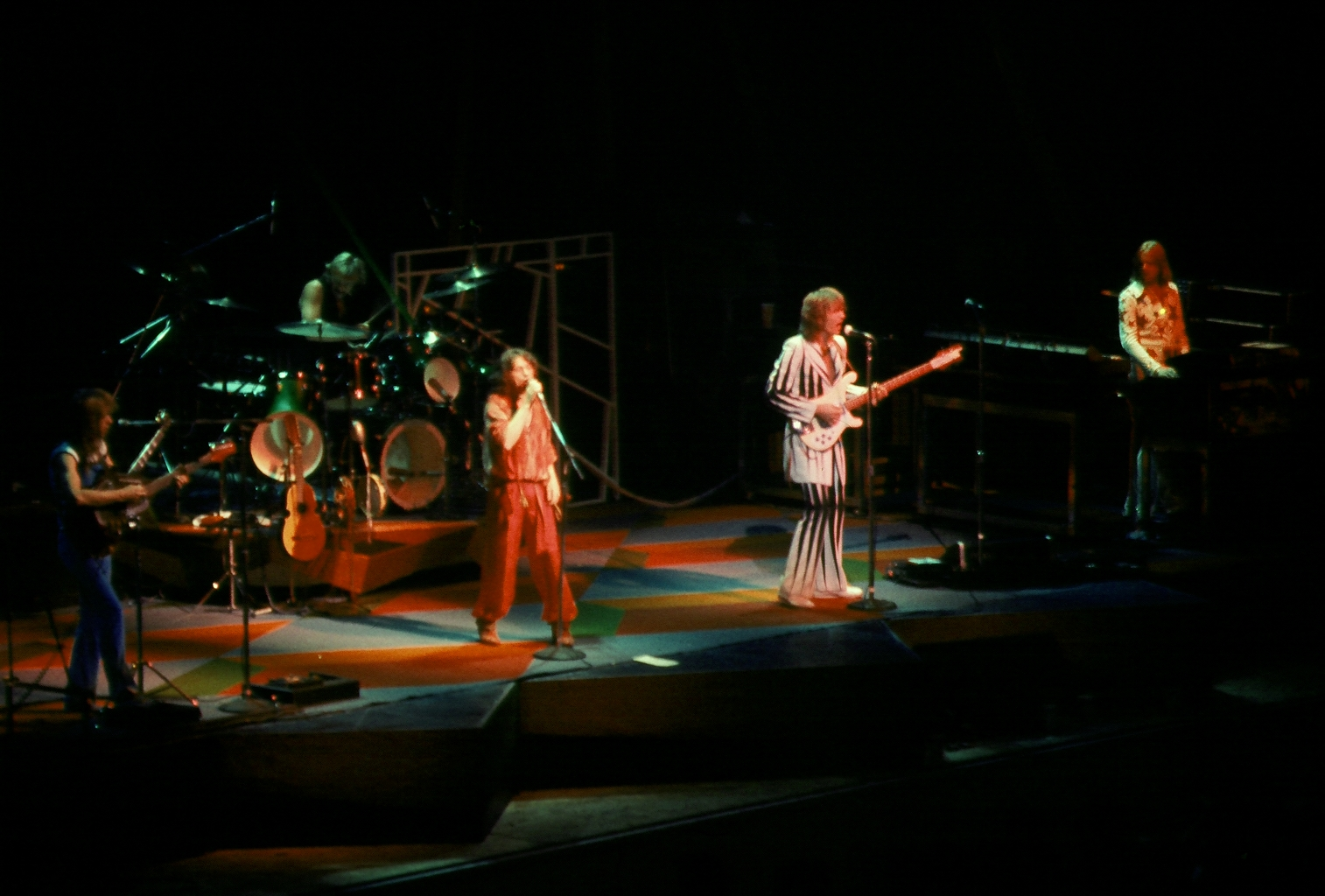
Zespół Yes – przedstawiciele rocka progresywnego

Rock progresywny lub prog rock (ang. progressive rock) – styl muzyki rockowej wywodzący się z rocka psychodelicznego. Gatunek powstał w końcu lat 60. XX wieku, największą popularność osiągając w pierwszej połowie lat 70. Wyparty z estrad przez falę punk rocka. Ambicją rocka progresywnego było wzniesienie muzyki rockowej na wyższy poziom artystyczny. Utwory progresywnego rocka są często złożone i wyrafinowane, a wykonanie cechuje się wirtuozerią.

## Cechy rocka progresywnego[1]
- Zerwanie z tradycją trzyminutowych piosenek na rzecz długich, często dwudziestominutowych lub dłuższych utworów, składających się z rozbudowanego intro i cody, często wieloczęściowych i opartych na schemacie suity lub sonaty, lub innej cyklicznej formy muzycznej.
- Skomplikowane i zmieniające się w czasie schematy rytmiczne i harmoniczne.
- Muzyka instrumentalna lub wokalno-instrumentalna, zwykle o typowo rockowym brzmieniu. Teksty na ogół skomplikowane, o treści filozoficznej, religijnej, mistycznej, fantazyjnej.
- Używanie typowych elektrycznych instrumentów rockowych, wzbogaconych o instrumenty elektroniczne (początkowo elektroniczne brzmienie było synonimem progresywności) oraz instrumenty akustyczne.
- Wyraźne wpływy muzyki poważnej w postaci cytatów, lecz najczęściej jako adaptacje (rockowe aranżacje) utworów muzyki poważnej.
- Wirtuozeria wykonania. Muzycy grający progresywnego rocka posiadali często gruntowne wykształcenie w zakresie muzyki poważnej (Fred Frith, Rick Wakeman, Keith Emerson, Irmin Schmidt, Holger Czukay, Józef Skrzek, Jordan Rudess, John Petrucci) lub byli samoukami (Chris Cutler, Jimmy Page, Nikka Costa, Steve Howe, Chris Squire, Mike Oldfield, Apostolis Anthimos, Jerzy Piotrowski).

Albumy nagrywane przez artystów i zespoły progresywnego rocka często mają charakter albumów programowych (ang. concept album zobacz: muzyka programowa), gdzie cała płyta tak w sensie stylistyki muzycznej, jak i w sferze tekstowej podporządkowana jest jakiejś naczelnej idei. Może to być epicka opowieść (Thick as a Brick grupy Jethro Tull, czy Nude grupy Camel), rozważania dotyczące pewnych aspektów życia (The Dark Side of the Moon grupy Pink Floyd), religijno-filozoficzne wizje (Tales from Topographic Oceans grupy Yes), czy poważne refleksje na temat życia i śmierci („Innuendo” grupy Queen).
Początki rocka progresywnego sięgają pierwszej połowy lat sześćdziesiątych, kiedy rozczarowani kulturą popularną muzycy po obu stronach Atlantyku wprowadzali do swych występów elementy teatru muzycznego, happeningu, często prowokując w ten sposób publiczność i przekształcając koncerty w wydarzenia o cechach obyczajowego skandalu.
Punktem przełomowym był album Freak Out! (1966), debiut fonograficzny Franka Zappy i zespołu The Mothers of Invention, zawierający cykl utworów podporządkowanych pod względem tekstowym nadrzędnej idei, a w warstwie stylistycznej odwołujący się do różnych stylów i gatunków muzycznych, w tym również do najnowszych technik kompozytorskich, nadających niektórym utworom hermetyczny charakter. Freak Out! był drugim w historii rocka wydawnictwem dwupłytowym (pierwszym był album Blonde on Blonde Boba Dylana). Do popularyzacji progresywnego rocka przyczyniło się wydanie Sgt. Pepper’s Lonely Hearts Club Band przez The Beatles. Album ten, choć posiadał pewne cechy „progresywności”, nie należał w ścisłym sensie do tego gatunku. Znaczenie jego polegało na inspiracji innych artystów, przekonaniu szerszej publiczności o wartości eksperymentów oraz udowodnieniu, że muzyka popularna może wyjść poza rock’n’rollowy schemat. Wkrótce potem pojawiła się pierwsza generacja grup progresywnych, na czele z The Moody Blues, The Nice i Procol Harum w Wielkiej Brytanii oraz Iron Butterfly po drugiej stronie Atlantyku. Grupy te tworzą rock progresywny w zalążkowej formie. Niedługo potem grupy kolejnej generacji rozwinęły koncepcję, nadając gatunkowi jego charakterystyczną formę.
Z rockiem progresywnym, aczkolwiek nie wyłącznie z tym gatunkiem, związane jest pojęcie supergrupy. Supergrupa jest zespołem składającym się z wybitnych artystów, znanych wcześniej z członkostwa w innych grupach lub z praktyki solowej. Supergrupy powstawały przez ewolucyjne zmiany personalne (Yes, Genesis) bądź tworzone były od podstaw i od razu obdarzane etykietą supergrupy, jak to miało miejsce w przypadku Emerson, Lake and Palmer czy Liquid Tension Experiment. Zdarzały się supergrupy tworzone dla jednego muzycznego projektu jak na przykład GTR.
Granice progresywnego rocka są płynne. Dla purystów na to określenie zasługuje muzyka tworzona przez kilkanaście grup w pierwszej połowie lat siedemdziesiątych, na czele z „Wielką Szóstką”: ELP, Genesis, Jethro Tull, King Crimson, Pink Floyd i Yes. Inni zaliczają do tego gatunku również: Supertramp, Rush czy Wishbone Ash. Rock progresywny tworzyły też epizodycznie grupy niekojarzone z głównym jego nurtem, np. Scorpions – płyta Lonesome Crow, Jon Lord – Sarabande lub Queen – Queen I i Queen II. Czasem były to pojedyncze utwory, np. Led Zeppelin – „Carouselambra”, „No Quarter”. Innym zespołem nawiązującym do rocka progresywnego jest grupa The Doors.

## Podgatunki i style progresywnego rocka
- Symfoniczny rock – charakteryzuje się bogatym „orkiestralnym” brzmieniem, uzyskanym dzięki zastosowaniu syntezatorów i melotronów, lub sporadycznie orkiestry. Styl określany także alternatywnym, dziś rzadko używanym terminem barok rock. Główni przedstawiciele: Emerson, Lake and Palmer, Electric Light Orchestra, Yes, Genesis, Rick Wakeman, Kansas, Procol Harum; w Polsce: Grupa Niemen, Niemen Aerolit, Exodus.

- Eksperymentalny rock – awangarda progresywnego rocka. Czerpie inspiracje z muzyki współczesnej. Innowacyjna w wykorzystaniu instrumentów, atonalnych struktur harmonicznych i wyrafinowanych elementów rytmicznych. Główni przedstawiciele: Captain Beefheart and His Magic Band, King Crimson, Gentle Giant, Henry Cow, Faust, Can, Van der Graaf Generator.

- Scena Canterbury [z ang. Canterbury scene lub też brzmienie Canterbury (Canterbury sound)] – grupy skupione w Canterbury, w Anglii. Wykształciły charakterystyczne i unikalne brzmienie oparte na wpływach jazzu. Główni przedstawiciele: Soft Machine, Henry Cow, Caravan, Gong.

- Folk progresywny – progresywny rock tworzony przez muzyków wywodzących się z kręgów folk lub pozostających pod jego wpływem. Typowi przedstawiciele: Jethro Tull, Gryphon; w Polsce: Skaldowie, Quidam.

- Jazz-rock – muzyka powstała z połączenia elementów rocka i jazzu. Główni przedstawiciele: Miles Davis, Frank Zappa, The Mahavishnu Orchestra. Weather Report, Herbie Hancock, Brand X, Colosseum, Blood, Sweat & Tears; w Polsce: Niemen Enigmatic, SBB, Klan.

- Art rock – Główni przedstawiciele: Pink Floyd, Camel, Focus.

- Neo-progresywny rock – grupa stylów powstających od roku 1980 po czasy współczesne. Główni przedstawiciele: Marillion, IQ, Credo, Pendragon, Arena, Fish, FM, Pallas, The Flower Kings, Unitopia(inne języki); w Polsce Riverside, Collage, Abraxas, Quidam.

- Metal progresywny – Gatunek ten łączący różne gatunki heavy metalu z rockiem progresywnym. Na przykład:
  - Progresywny heavy metal – Rush, Queensrÿche, Dream Theater, Porcupine Tree
  - Progresywny thrash metal – Voivod, Coroner, Watchtower, Mekong Delta(inne języki)
  - Progresywny death metal – Death, Pestilence, Atheist, Cynic, Opeth, Gojira; w Polsce: Planet Hell, Dragon (album Sacrifice)